# 데일 소울즈
데일 솔스(Dale Soules, 1946년 10월 2일 ~ )는 미국의 배우이다.
뉴저지주에서 태어났다.

## 출여 작품

### 영화
- 디거스 (2006, Diggers)
- 메신저 (2009)
- 탈영 (2016, AWOL)
- Aardvark (2017)
- 카메론 포스트의 잘못된 교육 (2018)
- 버즈 라이트이어 (2022) - 애니메이션
- 쉬 케임 투 미 (2023)

### 텔레비전
- 로앤오더: 범죄 전담반 (2005)
- 로앤오더: 뉴욕 특수수사대 (2005)
- 하우 투 메이크 잇 인 아메리카 (2010)
- 언포게터블 (2013)
- 오렌지 이즈 더 뉴 블랙 (2014-19)
- 더 마블러스 미세스 메이즐 (2019)
- 뉴 암스테르담 (2019)
- 인베이션 (2021)